# 彼得·穆森布羅克
彼得·凡·穆森布羅克（荷蘭語：Pieter van Musschenbroek，1692年3月14日—1761年9月19日）是一名荷蘭科學家。他曾擔任杜伊斯堡大學、烏特勒支大學、萊頓大學的教授。他在1746年發明了第一個電容器﹕萊頓瓶（英語：Leyden jar）。他在壓縮支柱的屈曲方面上進行了開創性的研究。穆森布羅克也是首批對拉伸、压缩和弯曲测试试验机進行详细描述的科学家之一。1739年他在论文中提拱了一個有關动态可塑性问题的早期例子。

## 早期人生經歷
彼德·穆森布羅克1692年3月14日生於荷蘭共和國時期的荷蘭省萊頓市。他的父親是約翰內斯·凡·穆森布羅克，他的母親是瑪格麗莎·凡·斯特拉滕。凡·穆森布羅克族人原先來自法蘭德斯，但在1600年前後部分族人開始定居在萊頓市。彼德·穆森布羅克的父親是一名科學儀器制作者，制作諸如氣泵、顯微鏡、望遠鏡等科學儀器。
彼德在1708年之前就讀於拉丁文法學校，其間他曾學習希臘文、拉丁文、法文、英文、標准德語、義大利文和西班牙文。他在萊頓大學學習医藥學，併於1715年獲得医學博士學位。他還在伦敦參加了约翰·西奥菲勒斯·德札古利埃和牛頓的講座。
彼德同傳統的荷蘭思想家一樣，也推廣着本體論證明，併著有《神聖智慧之書》（拉丁語：Oratio de sapientia divina）

## 學術生涯

### 杜伊斯堡大學
1719年，彼得·穆森布羅克成為了杜伊斯堡大學的數學系和哲學系教授。1721年，他也成為了医學系教授。

### 烏特勒支大學
1723年，他離開了杜伊斯堡大學，來到了烏特勒支大學擔任教授，1726年他又成為了天文系教授。彼得·穆森布羅克的著作《物理元素》（拉丁語：Elementa Physica）在將牛頓的物理理念傳播到歐洲的過程中起到了重要作用。1734年11月，他當選皇家學會院士。

### 萊頓大學

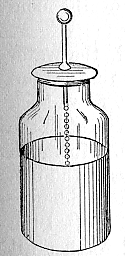
20世紀早期對萊頓瓶的示意圖.

1739年底接受了萊頓大學的邀請擔任數學系和哲學系教授，成為了Jacobus Wittichius的繼任者。
當彼得·穆森布羅克還在萊頓大學讀書時，他就對靜電學產生了與趣。在當時，瞬態電能可以通過摩擦機產生，但是還沒有任何方式可以儲存瞬態電能。彼得·穆森布羅克和他的學生Andreas Cunaeus以及另一名研究者Jean-Nicolas-Sébastien Allamand進行合作，發現了瞬態電能可以被儲存。他們的儀器是一個充滿了水的玻璃容器，容器中放置一根黃銅棒；只有連接完成黃銅棒和另一根導線之間的外部電路才能釋放儲存的能量。彼得·穆森布羅克在1746年1月通過信件將這一發現告知瑞尼·瑞歐莫，Abbé Nollet作為他們的翻譯者將穆森布羅克的信件從拉丁文翻譯成了法文，併將這項發明命名為萊頓瓶。
不久後人們得知，德國科學家克拉斯特在1745年末也獨立發明一個功能類似的儀器，略早於彼得·穆森布羅克
。
彼得·穆森布羅克在1747年當選瑞典皇家科學院的外籍院士，在1754年成為了聖彼德堡俄羅斯科學院的榮譽教授。1761年9月19日，彼得·穆森布羅克逝世於萊頓。

## 外部連接
- Eugenii Katz. .   [2018-07-11]. （原始内容存档于2006-02-11） （英语）.
- . Adventures in Cybersound.   [2018-07-11]. （原始内容存档于2004-03-03） （英语）.
- . 萊頓大學.   [2018-07-11]. （原始内容存档于2022-03-08） （英语）.
- 彼得·凡·穆森布羅克的博士生列表 （页面存档备份，存于）.